# Hewitsonia virilis
Hewitsonia virilis är en fjärilsart som beskrevs av Schultze och Aurivillius 1910/11. Hewitsonia virilis ingår i släktet Hewitsonia och familjen juvelvingar. Inga underarter finns listade i Catalogue of Life.